# مسجد مختاروف
مسجد مُختاروف (بالأوسيتية: Мухтаровы мæзджыт) أو مسجد السُنّة (بالأوسيتية: Суннитаг мæзджыт) هو مسجد تاريخي يقع على الضفة اليسرى لنهر تيريك في مدينة فلاديقوقاز عاصمة الكيان الفيدرالي الروسي أوسيتيا الشمالية.
يعود اسم المسجد إلى المليونير الأذربيجاني مرتضى مختاروف الذي مول بنائه ما بين 1900-1908. استلهم المهندس المعماري البولندي يوزيف بلوشكو تصميم المسجد من الجامع الأزهر وغيره من مساجد العاصمة المصرية القاهرة. وكان بلوشكو أيضًا مهندسًا لقصر السعادة في باكو. يخدم المسجد الأقلية المسلمة الأوسيتيون.
يشتهر المسجد السُنِّي ببيئته الخلاّبة تجاه الخلفية الدرامية لجبال القوقاز كما كان يُستخدم لخدمة السكان الإنغوشيتيين في فلاديقوقاز قبل طردهم من أوسيتيا الشمالية في التسعينات. تمت حماية المسجد كمعلم تاريخي منذ عام 1934. وفي عام 1996، تضرر المسجد بشدة من انفجار وتمّ ترميمه لاحقًا.